# Michael Dreeben
Michael R. Dreeben (* 1954 in den Vereinigten Staaten) ist ein amerikanischer Jurist und langjähriger Beamter des US-Justizministeriums. Er gilt als besonders profilierter Strafrechtsexperte.

## Leistungen
Dreeben arbeitet seit 1988 für das US-Justizministerium, zuletzt als stellvertretender Solicitor General der Vereinigten Staaten. Dreeben gilt als ausgewiesener Strafrechtsexperte. Im April 2016 verhandelte er seinen 100sten Fall vor dem Supreme Court of the United States, eine Anzahl, die zum damaligen Zeitpunkt nur von sieben Juristen in den USA erreicht wurde.
Seit August 2017 ist Dreeben Mitglied des Ermittlungsteams von Sonderermittler Robert Mueller zur Untersuchung russischer Einflussnahme in den US-Wahlkampf.